# Marco da Teramo
Marco da Teramo (... – 1439) è stato un vescovo cattolico italiano, vescovo di Monopoli (1400-1404), vescovo di Bertinoro (1404-1418) e vescovo di Sarno (1418-1439).

## Biografia
Il 24 marzo 1400, durante il pontificato di papa Bonifacio IX, fu nominato vescovo di Monopoli. Il 15 dicembre 1404, durante il pontificato di papa Innocenzo VII, fu nominato vescovo di Bertinoro. Il 29 dicembre 1418, durante il pontificato di papa Martino V, fu nominato vescovo di Sarno. Rimase vescovo di Sarno fino alla sua morte, nel 1439.

## Successione apostolica
La successione apostolica è:
- Vescovo Rodrigo Regina, O.F.M. (1437)